# فريدريك ليبويي
فريدريك ليبويي (بالفرنسية: Frédérick Leboyer) (و. 1918 – م) هو كاتب، وطبيب توليد من فرنسا. ولد في باريس.